# توماس نيلسون الابن
توماس نيلسون الابن (بالإنجليزية: Thomas Nelson Jr.)‏ (و. 1738 – 1789 م) هو سياسي من المملكة المتحدة.
توفي في مقاطعة هانوفر، عن عمر يناهز 51 عاماً.

## مناصب
تولى منصب حاكم فرجينيا.

## التعليم
تعلم في كلية الثالوث، كامبريدج.